# 喻氏私立小学
喻氏私立小学，原校址位于天津市宝坻区学街灶君庙，1928年在时任县长荆壬秫的支持下，由喻以言和张峻岭创建，为宝坻区第一所私立小学，招收男女学生，考试前三名免收学费，除与国小一样的正常课程外，增设古文、尺牍、珠算等课程，初设初级班一个，于1929年增设高等小学班，后发展至四个班一百二十多人，因与国小产生冲突，于1935年被河北省教育厅下令停办，因以喻以言为校长，故称喻氏小学。